# Шом ле Бење
Шом ле Бење (фр. Chaume-lès-Baigneux) насеље је и општина у источном делу централне Француске у региону Бургоња, у департману Златна обала која припада префектури Монбар.
По подацима из 2011. године у општини је живело 98 становника, а густина насељености је износила 7,74 становника/km². Општина се простире на површини од 12,66 km². Налази се на средњој надморској висини од 350 метара (максималној 424 m, а минималној 344 m).

## Демографија
| 1962. | 1968. | 1975. | 1982. | 1990. | 1999. | 2011. |
| ----- | ----- | ----- | ----- | ----- | ----- | ----- |
| 67    | 100   | 100   | 105   | 90    | 89    | 98    |

График промене броја становника у току последњих година